# Université privée d'Angola
L'université privée d'Angola (en portugais : Universidade Privada de Angola ou UPRA) est une université privée angolaise située à Luanda, la capitale du pays.